# رودولف پلیوکفلدر
رودولف پلیوکفلدر (روسی: Рудольф Владимирович Плюкфельдер؛ زادهٔ ۶ سپتامبر ۱۹۲۸) وزنه‌بردار اهل اتحاد جماهیر شوروی سوسیالیستی بود.
وی در مسابقات کشوری و بین‌المللی در مجموع برندهٔ ۴ مدال طلا، ۱ مدال نقره شده‌است.